# Alena Kučerová
Alena Kučerová, née le 28 avril 1935 à Prague, est une artiste.

## Biographie
Alena Kučerová, née le 28 avril 1935 à Prague, étudie à l'École des Arts Graphiques de Prague de 1950 à 1954 et de 1954 à 1959 à l'École d'Art Appliqué. Elle travaille dans les tissus, mettant en évidence leurs textures rugueuses, variées et en utilisant leurs coutures comme graphiques.

## Récompenses
- Prix Vladimíra-Boudníka